# Морозівка (Запорізький район)
Моро́зівка (в минулому — Нейгохфельд) — село в Україні, у Широківській сільській громаді Запорізького району Запорізької області. Населення становить 176 осіб. До 2020 орган місцевого самоврядування — Миколай-Пільська сільська рада.

## Географія

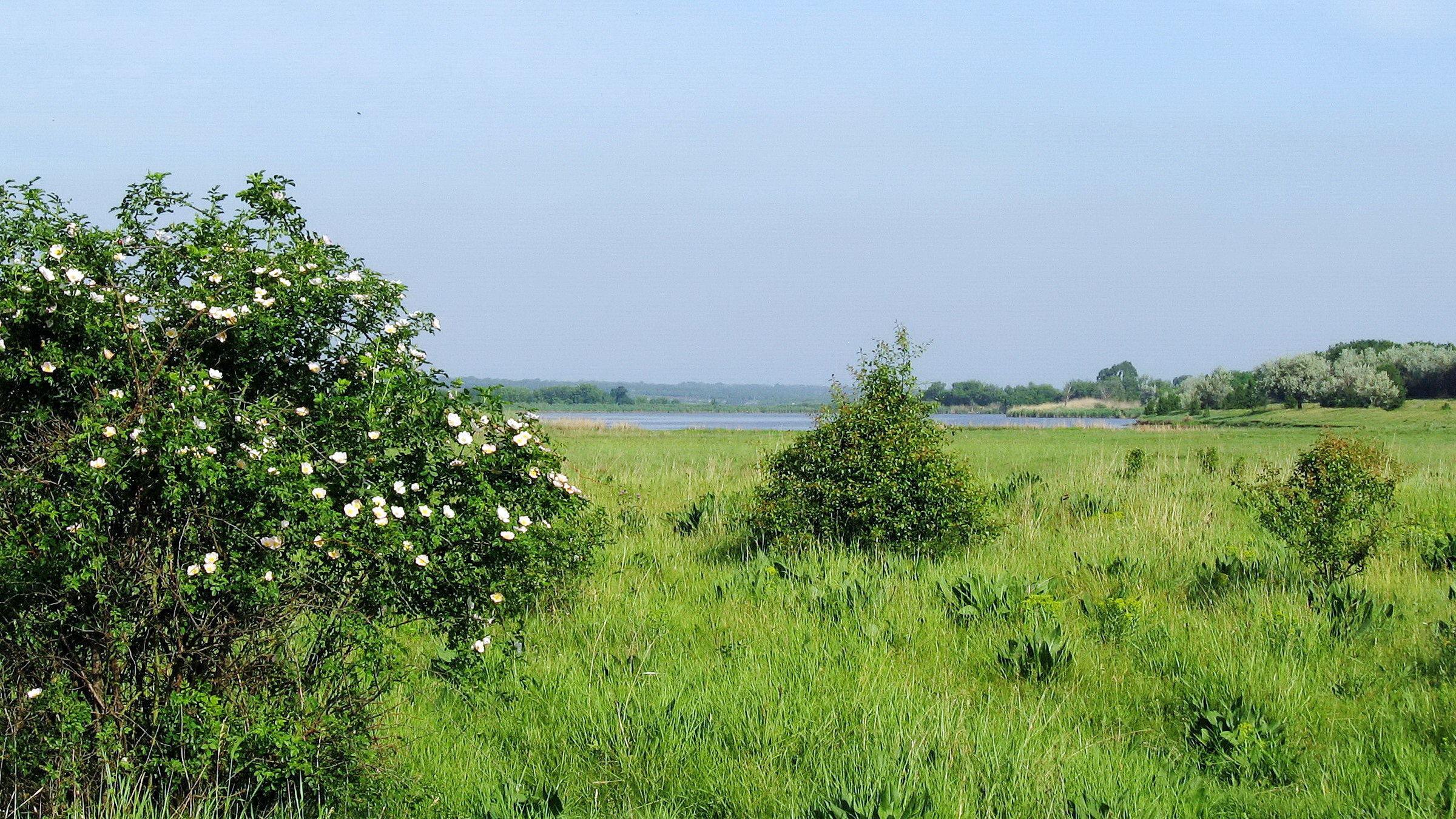
У долині р. Суха Сура

Село Морозівка знаходиться на правому березі річки Суха Сура, вище за течією на відстані 3 км розташоване село Миколай-Поле, нижче за течією на відстані 1 км розташоване село Широке Дніпровського району Дніпропетровської області.
Природні ландшафти долини р. Суха Сура за околицею села в результаті багаторічної господарської експлуатації (надмірний випас худоби, сінокосіння і т. п.) зазнали значної трансформації. Крім того, на річці створено кілька ставків. В результаті був порушений гідрологічний режим, русло річки замулилось і вона втратила свою минулу повноводність, а на окремих ділянках щорічно на довгий час пересихає, що, можливо, послужило причиною назви річки.
Не зважаючи на суттєвий антропогенний вплив на прилеглій до с. Морозівка долині з вибалками збереглись ділянки цілинного степу і природної заплавної рослинності, де досі зустрічаються раритетні види рослин і тварин. Зокрема тут зареєстровано 4 види рослин, занесених до Червоної книги України (горицвіт волзький, брандушка різнокольорова, шафран сітчастий, ковила волосиста) і 7 видів рослин, занесених до Червоного списку Запорізької області (ефедра звичайна, мигдаль степовий, астрагал пухнастоцвітий, горобинець волосистий барвінок трав'яний, півники маленькі, півники солелюбні), а також 4 види тварин, занесених до Червоної книги України (подалірій, ксилокопа звичайна, полоз жовточеревий, сліпак подільський).
Під час сезонних міграцій в долині, у тому числі на ставках, зупиняються на відпочинок зграї та окремі особини водоплавних, навколоводних (гуси, качки, мартини, кулики), соколоподібних, горобцеподібних та інших груп птахів. Взагалі по р. Суха Сура проходить паралельний Дніпру досить потужний міграційний шлях птахів. 

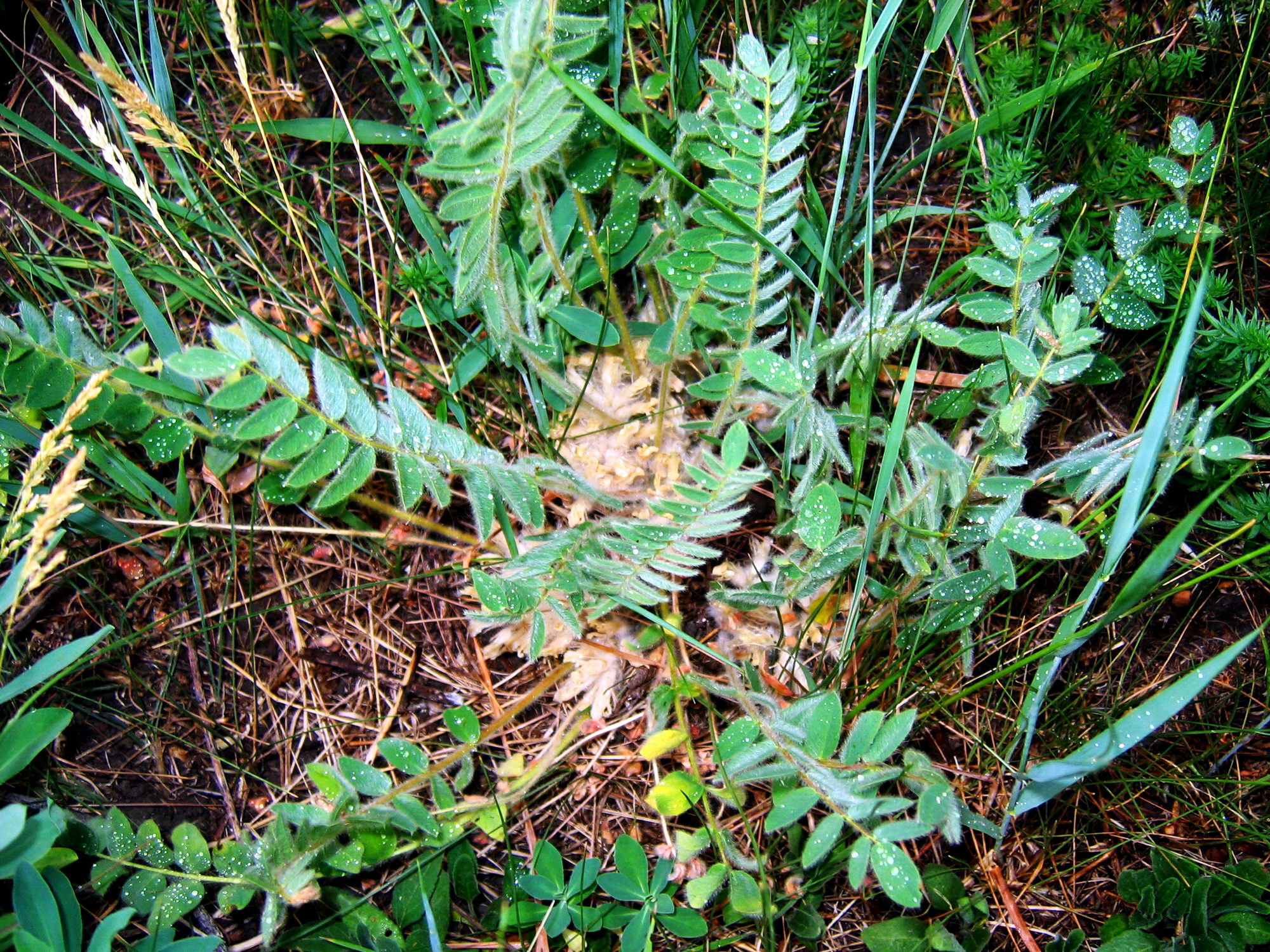
Астрагал пухнастоквітковий
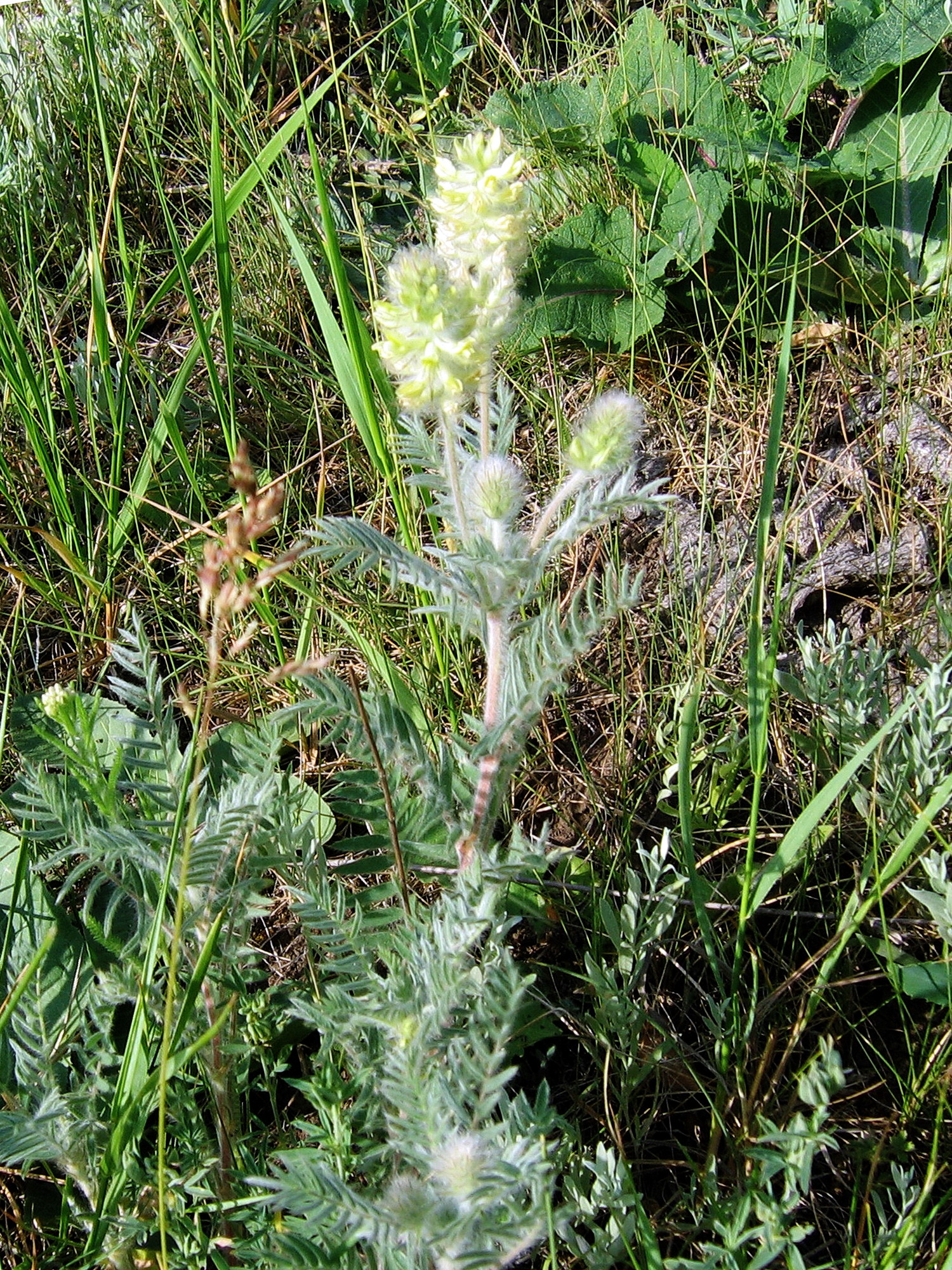
Гострокільник волосистий
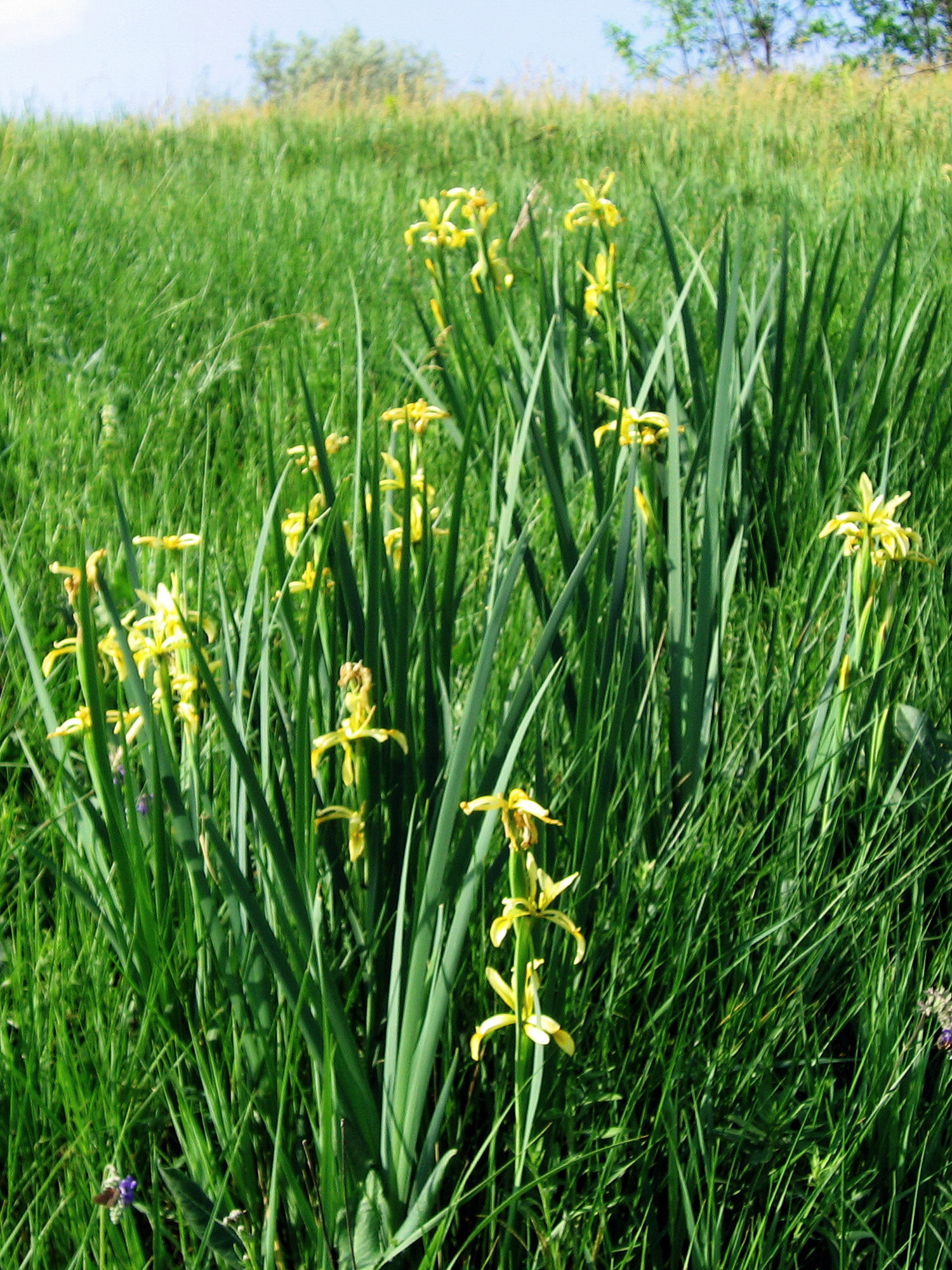
Півники солелюбні
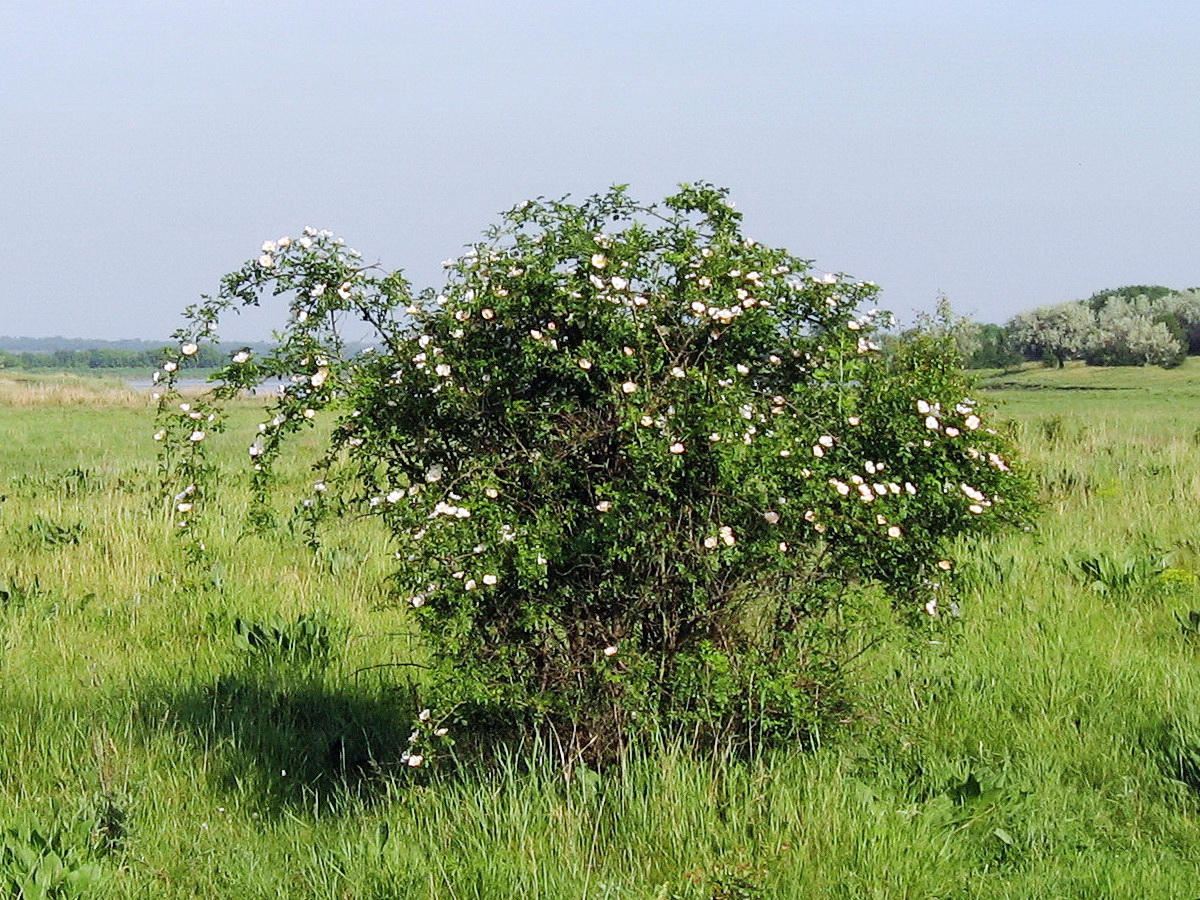
Шипшина

## Історія
Станом на 1886 у німецькій колонії Нейгохфельд (Морозове) Миколайфельдської волості Катеринославського повіту Катеринославської губернії, мешкало 107 осіб, налічувалось 28 дворових господарств, існували молитовний будинок менонітів і школа.
7 (20) листопада 1917 року, відповідно до Третього Універсалу Української Центральної Ради, увійшло до складу Української Народної Республіки.
12 червня 2020 року, відповідно до Розпорядження Кабінету Міністрів України від № 713-р «Про визначення адміністративних центрів та затвердження територій територіальних громад Запорізької області», увійшло до складу Широківської сільської громади.
19 липня 2020 року, в результаті адміністративно-територіальної реформи та ліквідації колишнього Запорізького району(1965-2020), село увійшло до складу новоутвореного Запорізького району.

## Галерея
Природні ландшафти на околиці с. Морозівка (Долина р. Суха Сура)

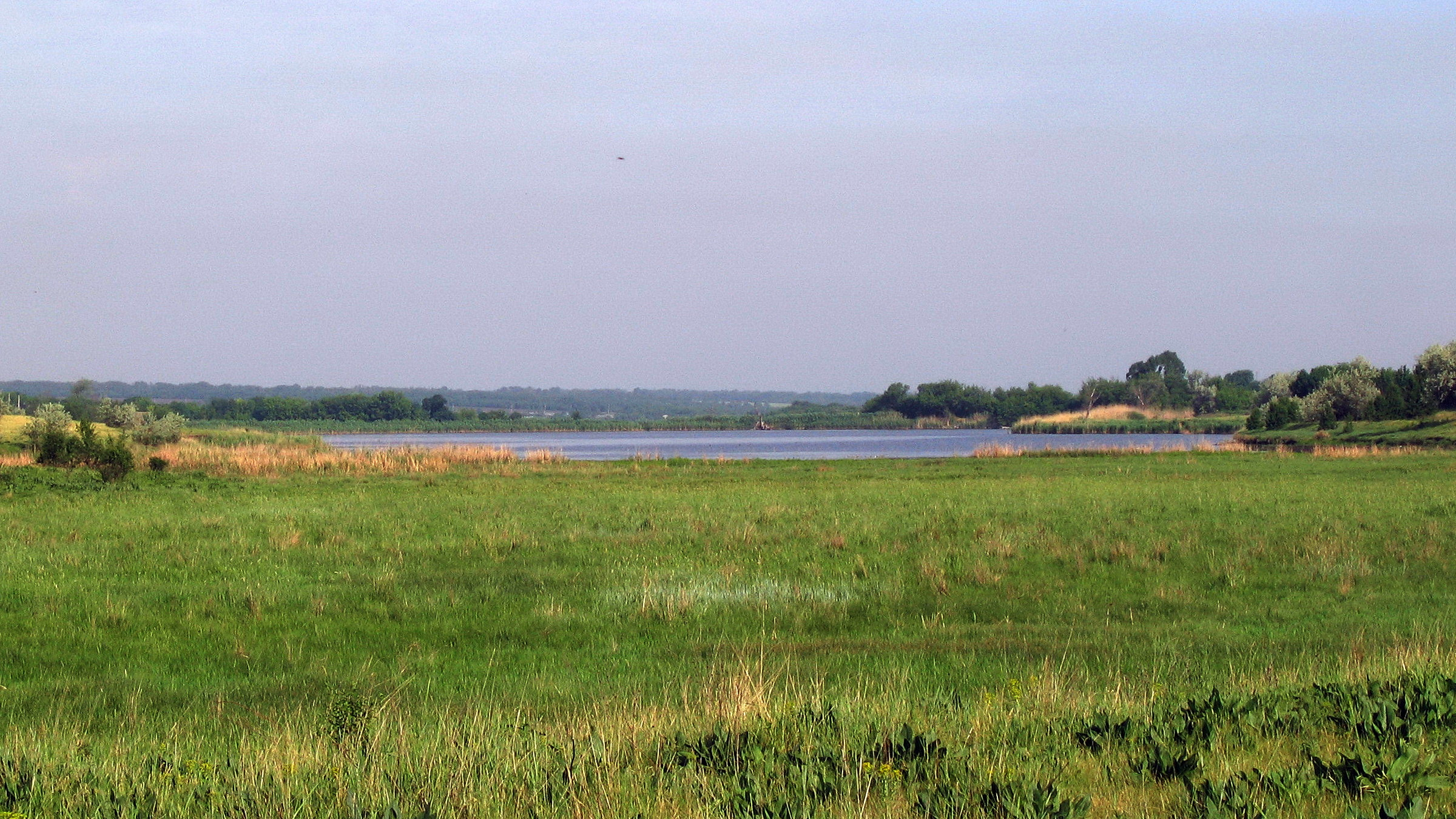
Став на околиці с.Морозівка
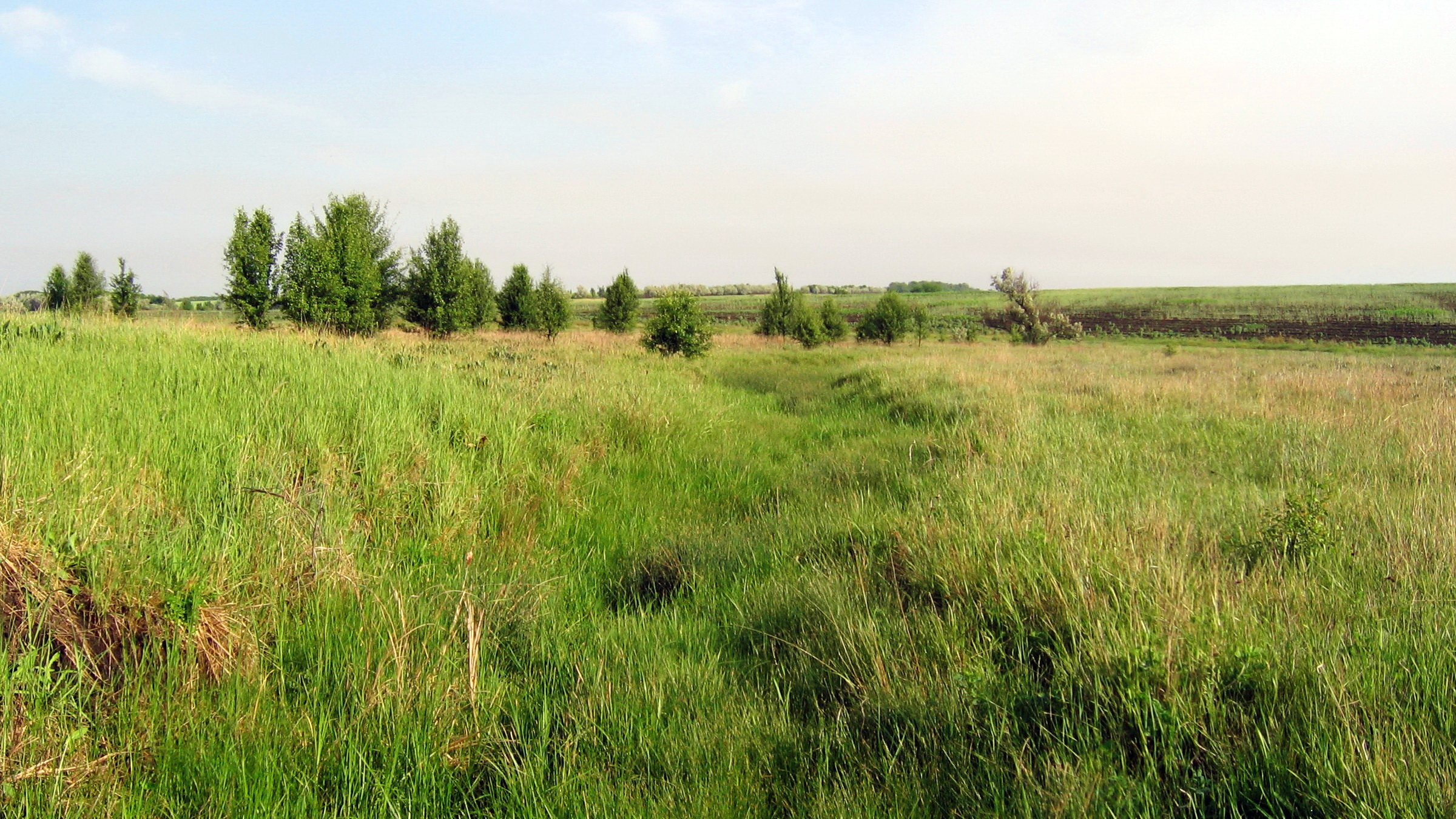
У верхів'ях р. Суха Сура
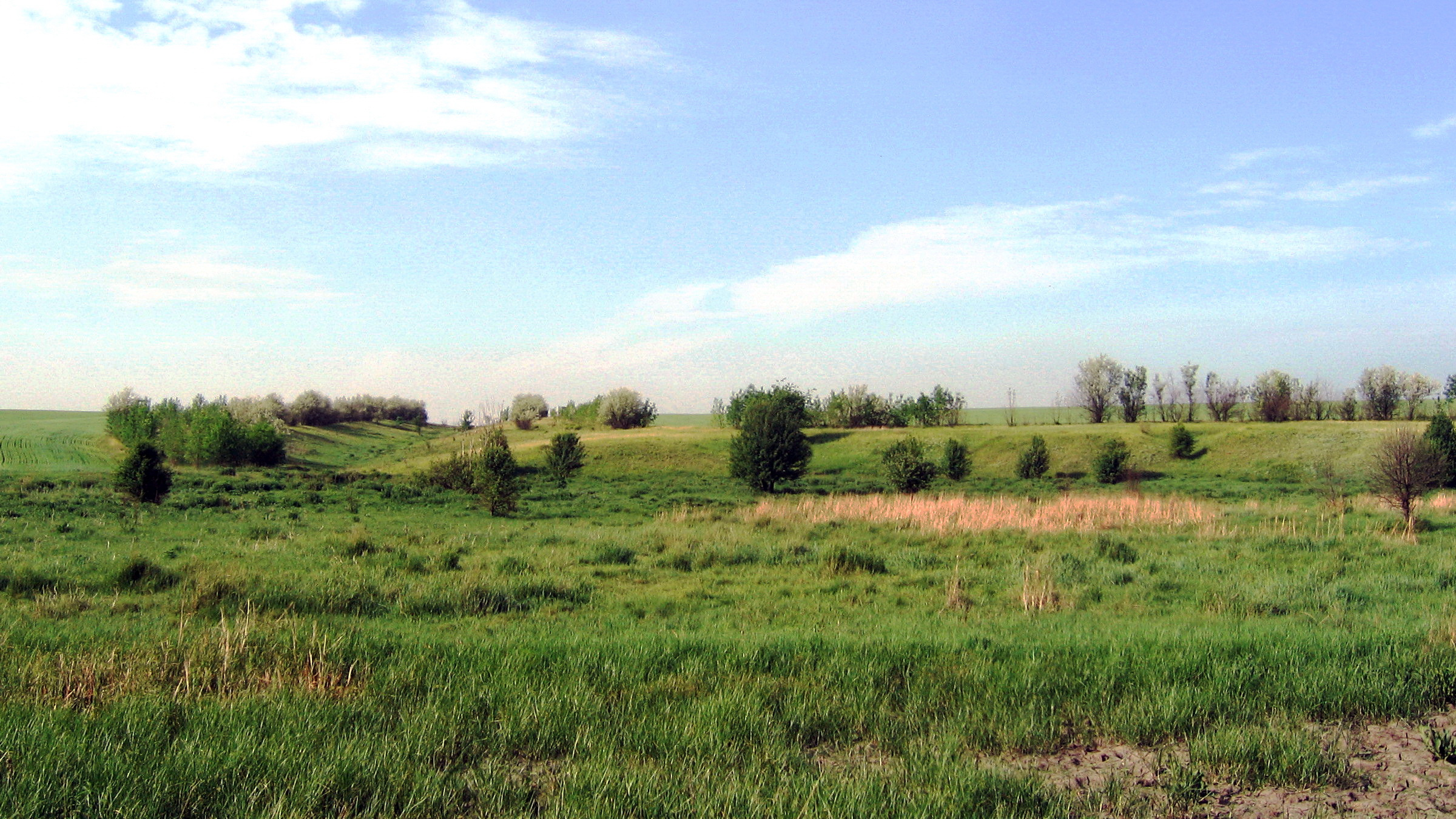
Долина річки
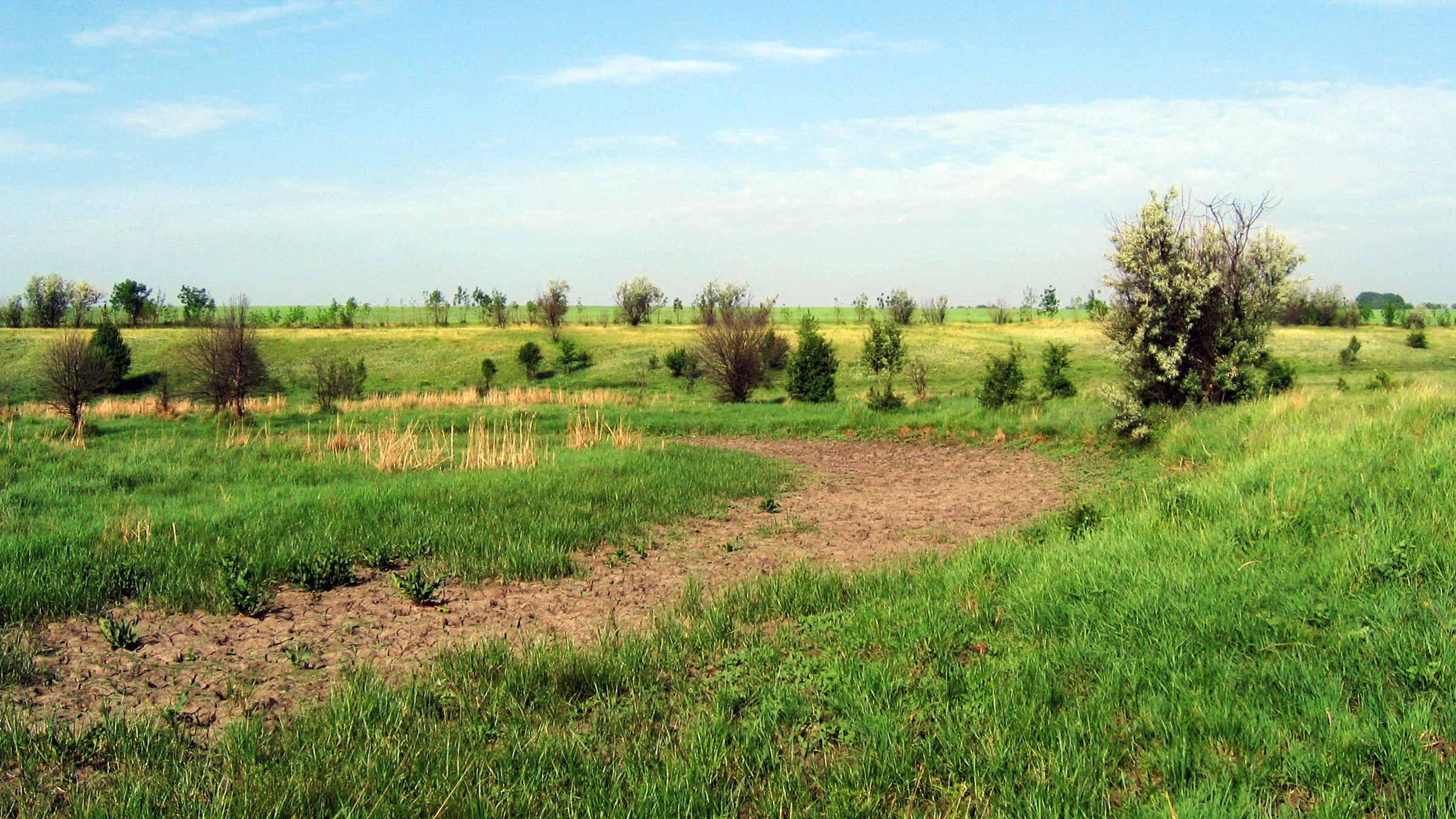
Сухе русло річки
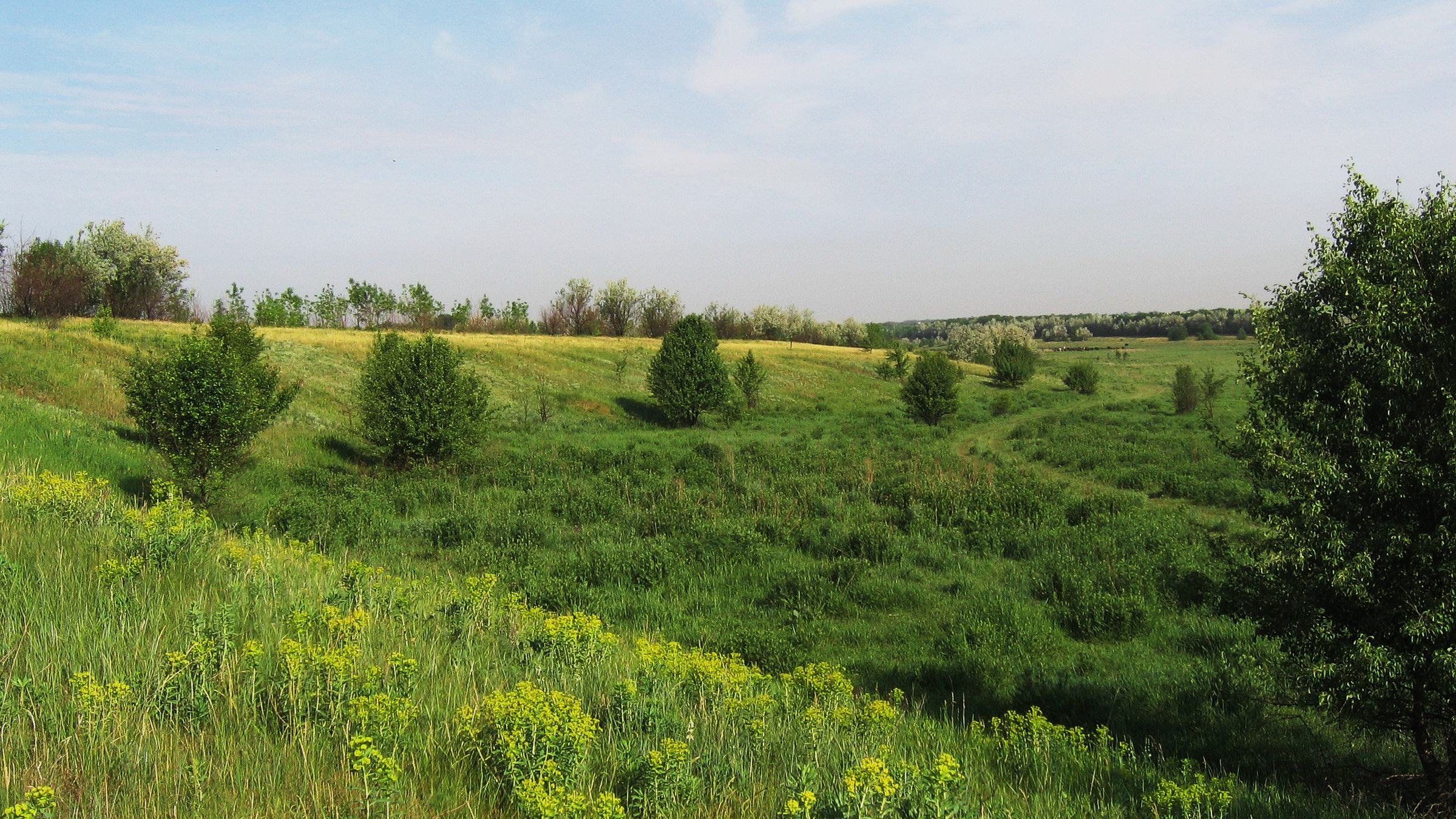
Заплавна лука
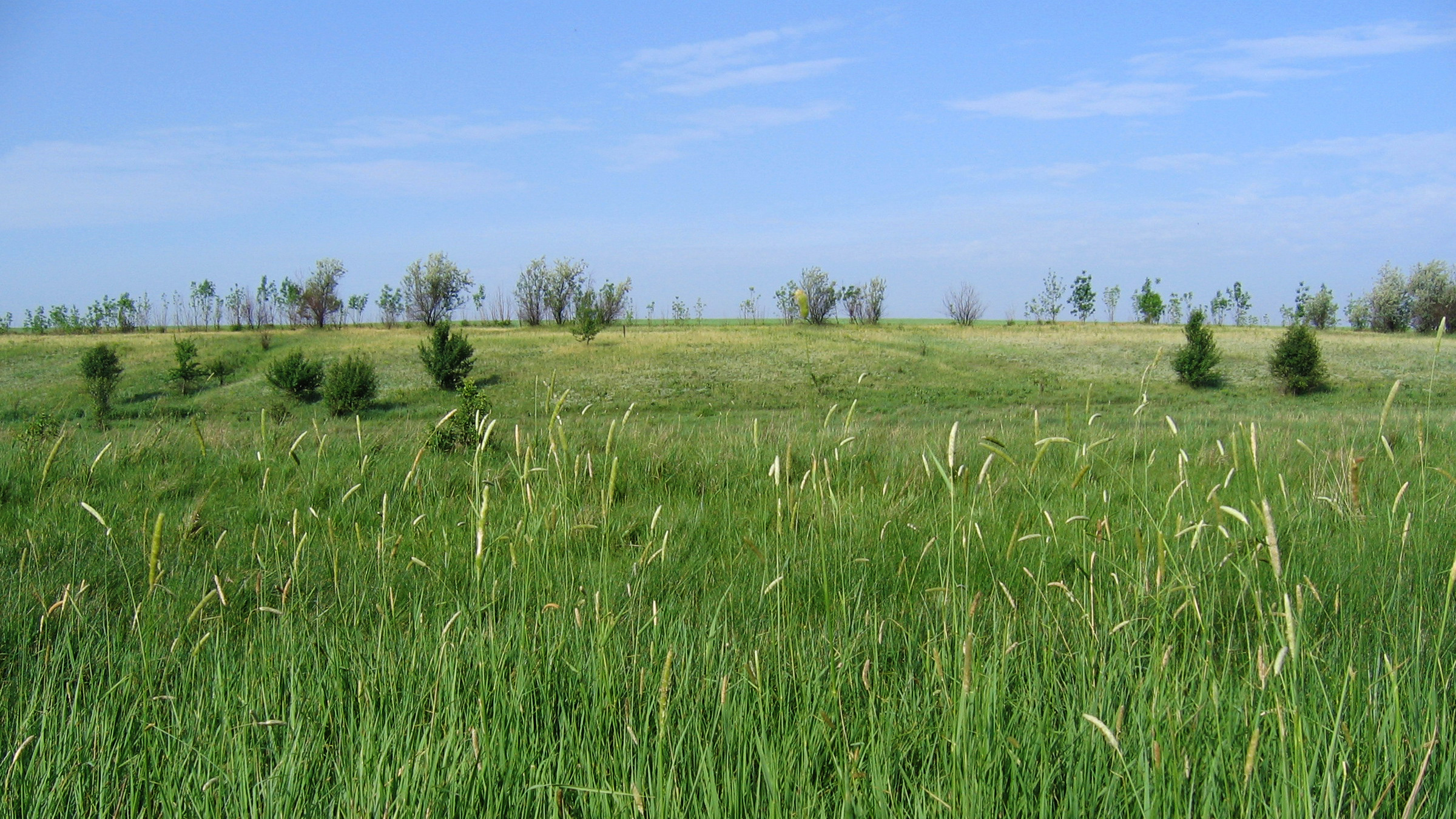
Суходільна лука
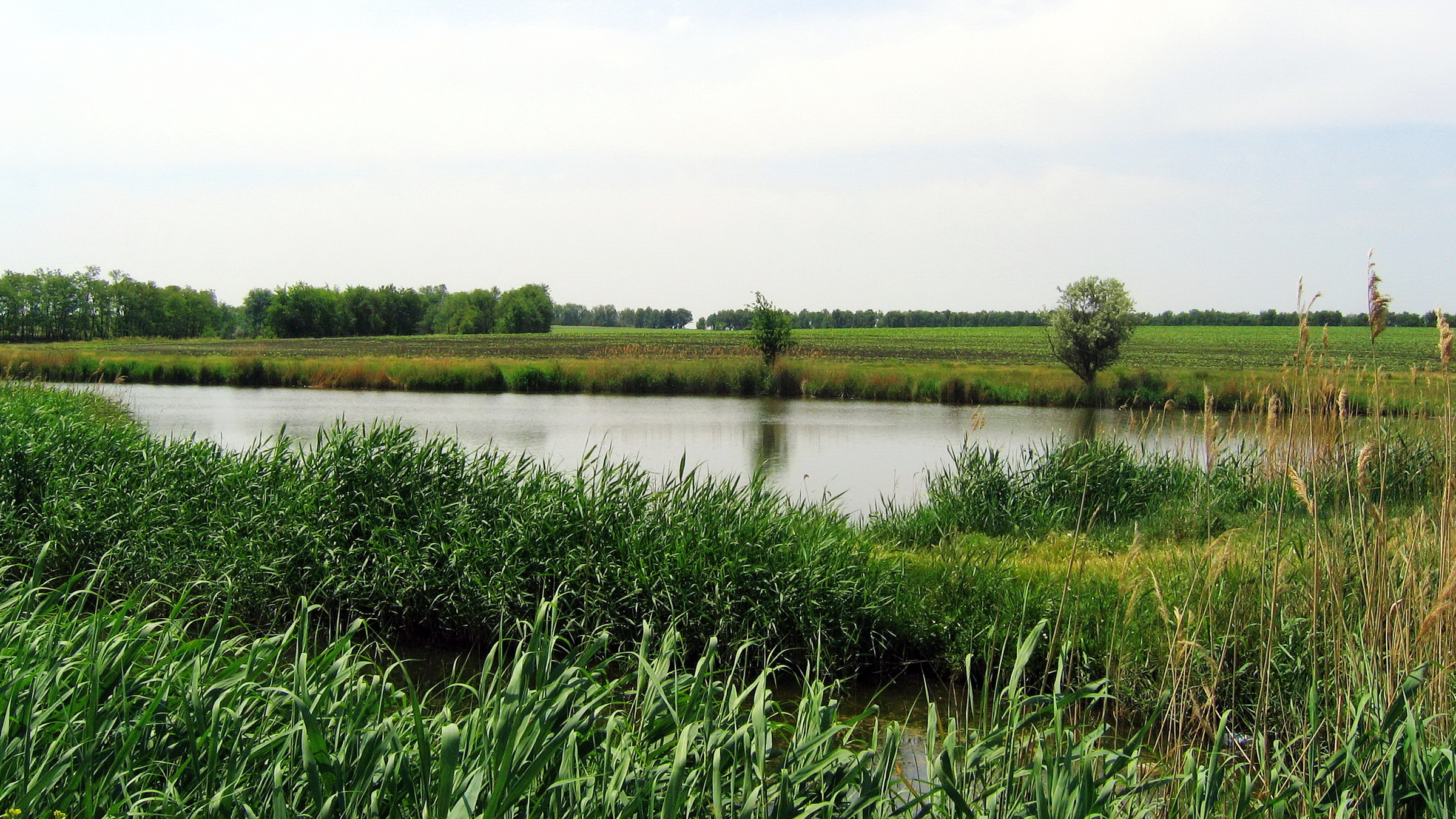
Став між селами Морозівка і Миколай-Поле